# Miss Canadá
Miss Canadá é um concurso de beleza feminino realizado anualmente no país e que visa eleger a melhor canadense, para que essa represente a sua cultura e sua tradição no certame internacional de Miss Universo. Um dos pioneiros em participações de concursos de beleza, o Canadá possui apenas dois títulos no concurso, obtidos em 1982 com a bela Karen Baldwin e mais recentemente em 2005 com a russo-canadense Natalie Glebova. Foi um dos poucos concursos nacionais a permitir uma transexual participando da seleção da candidata nacional. Sua mais recente classificação foi em 2018 com Marta Stepien.

## Organizações

### Miss Toronto Organization
| Ano  | Representante     | Província        | Colocação              |
| 1952 | Ruth Carrier      | Toronto, Ontário |                        |
| 1953 | Thelma Brewis     | Toronto, Ontário | Semifinalista (Top 16) |
| 1954 | Joyce Mary Landry | Toronto, Ontário |                        |
| 1955 | Cathy Diggles     | Toronto, Ontário | Semifinalista (Top 15) |
| 1956 | Elaine Bishenden  | Toronto, Ontário |                        |
| 1957 | Gloria Noakes     | Toronto, Ontário | Semifinalista (Top 15) |
| 1958 | Eileen Conroy     | Toronto, Ontário |                        |

### Miss Dominion of Canada
| Ano  | Representante      | Província                               | Colocação              |
| 1959 | Eileen Butter      | Ancaster, Ontário                       |                        |
| 1960 | Dianne McVicar     | Galt, Ontário                           |                        |
| 1961 | Wilda Reynolds     | Toronto, Ontário                        |                        |
| 1962 | Marilyn McFatridge | Toronto, Ontário                        | Semifinalista (Top 15) |
| 1963 | Jane Kmita         | Regina, Saskatchewan                    |                        |
| 1964 | Mary Lou Farrell   | St. John's, Terra Nova e Labrador       |                        |
| 1965 | Carol Ann Tidey    | Hamilton, Ontário                       | Semifinalista (Top 15) |
| 1966 | Marjorie Schofield | Toronto, Ontário                        |                        |
| 1967 | Donna Marie Barker | Toronto, Ontário                        |                        |
| 1968 | Nancy Wilson       | Chatham-Kent, Ontário                   | Semifinalista (Top 15) |
| 1969 | Jacquie Perrin     | Toronto, Ontário                        |                        |
| 1970 | Norma Hickey       | Charlottetown, Ilha do Príncipe Eduardo |                        |
| 1971 | Lana Drouillard    | Windsor, Ontário                        |                        |
| 1972 | Bonny Brady        | Perth, Ontário                          |                        |
| 1973 | Deborah Ducharme   | Port Colborne, Ontário                  |                        |
| 1974 | Deborah Tone       | Toronto, Ontário                        |                        |
| 1975 | Sandra Margareth   | Leamington, Ontário                     |                        |
| 1976 | Normande Jacques   | Blind River, Ontário                    |                        |
| 1977 | Pamela Mercer      | Burnaby, Colúmbia Britânica             |                        |

| Ano  | Representante        | Província          | Colocação              |
| 1978 | Andrea Engg          | Colúmbia Britânica |                        |
| 1979 | Heidi Quiring        | Manitoba           |                        |
| 1980 | Teresa MacKay        | Nova Escócia       | Semifinalista (Top 12) |
| 1981 | Dominique Dufour     | Quebec             | 2º. Lugar              |
| 1982 | Karen Dianne Baldwin | Ontário            | MISS UNIVERSO          |
| 1983 | Jodi Yvonne Rutledge | Manitoba           |                        |
| 1984 | Cynthia Kereluk      | Colúmbia Britânica |                        |
| 1985 | Elizabeth Tilley     | Quebec             | Semifinalista (Top 10) |
| 1986 | Renee Newhouse       | Colúmbia Britânica |                        |
| 1987 | Tina May Simpson     | Ontário            |                        |
| 1988 | Mary-Melinda Gillies | Ontário            |                        |
| 1989 | Juliette Powell      | Quebec             |                        |
| 1990 | Robin Ouzunoff       | Ontário            |                        |
| 1991 | Leslie McLaren       | Ontário            |                        |
| 1992 | Nicole Dunsdon       | Colúmbia Britânica |                        |
| 1993 | Nancy Ann Elder      | Ontário            |                        |
| 1994 | Susanne Rothfos      | Ontário            |                        |
| 1995 | Lana Buchberger      | Alberta            | 3º. Lugar              |
| 1996 | Renette Cruz         | Colúmbia Britânica |                        |
| 1997 | Carmen Kempt         | Alberta            |                        |
| 1998 | Juliana Thiessen     | Alberta            |                        |
| 1999 | Shannon McArthur     | Ontário            |                        |
| 2000 | Kim Yee              | Alberta            | 5º. Lugar              |
| 2001 | Cristina Rémond      | Quebec             |                        |
| 2002 | Neelam Verma         | Ontário            | Semifinalista (Top 10) |
| 2003 | Leanne Cecile        | Ontário            | Semifinalista (Top 10) |
| 2004 | Venessa Fisher       | Ontário            |                        |
| 2005 | Natalie Glebova      | Ontário            | MISS UNIVERSO          |
| 2006 | Alice Panikian       | Ontário            | Semifinalista (Top 10) |
| 2007 | Inga Skaya           | Ontário            |                        |
| 2008 | Samantha Tajik       | Ontário            |                        |
| 2009 | Mariana Valente      | Ontário            |                        |
| 2010 | Elena Semikina       | Ontário            |                        |
| 2011 | Chelsea Durocher     | Ontário            |                        |
| 2012 | Adwoa Yamoah         | Alberta            |                        |
| 2013 | Riza Raquel Santos   | Alberta            |                        |
| 2014 | Chanel Beckenlehner  | Ontário            |                        |
| 2015 | Paola Núñez Valdez   | Ontário            |                        |
| 2016 | Siera Bierchall      | Moose Jaw          | Semifinalista (Top 09) |
| 2017 | Lauren Howe          | Ontário            | Semifinalista (Top 10) |
| 2018 | Marta Stepien        | Ontário            | Semifinalista (Top 10) |
| 2019 | Alyssa Boston        | Ontário            |                        |

### Prêmios Especiais
- Miss Simpatia: Pamela Mercer (1977)
- Miss Popularidade: Gloria Noakes (1959)